# Monte Farno
Il monte Farno, alto 1250 m s.l.m., è situato lungo il crinale che separa la val Gandino dalla valle Seriana, in provincia di Bergamo.
Il monte Farno, che dà il nome alla conca di cui fanno parte il pizzo Formico e la Montagnina, si trova appena sopra il paese di Gandino ed è considerato uno dei luoghi più caratteristici della media valle Seriana, dato che la sua mole affusolata è facilmente riconoscibile da molti punti dalla valle stessa.
Sulle pendici di questo rilievo sono stati rinvenuti resti che attestano la presenza dell'uomo già dal paleolitico, ma è verso il XVI secolo che la conca acquisisce notevole importanza per via del florido mercato della lana presente nella zona. 
Difatti, a causa del fatto che la strada di fondovalle era considerata poco sicura perché infestata dai briganti in località ponte Nossa, i mercanti preferivano salire la montagna per poi ridiscendere a Clusone e Cerete, acquistando i prodotti lanieri direttamente dai pastori sull'altipiano della val Gandino e nella conca del Farno.
Su queste montagne, durante la Seconda guerra mondiale, si svolsero molte lotte partigiane: in località Campo d'Avene si possono ancora oggi vedere i crateri lasciati dai bombardamenti tedeschi e, poco distante, si trova il rifugio Malga Lunga, ove si consumarono le eroiche gesta dei partigiani della 53ª Brigata Garibaldi, catturati ed uccisi dai nazi-fascisti. Oggi tale rifugio ospita un piccolo museo a loro dedicato.
Per gli appassionati di montagna e di vita all'aria aperta sono disponibili vari itinerari: dai 1250 metri in cui si trova il Ristorante Monte Farno che offre servizio di ristorazione con gustosi piatti tipici e non, si aprono infatti numerosi itinerari semplici, non impegnativi ed adatti a tutti.
Esistono anche una scuola di volo libero in parapendio ed una zona, in località Fontanei, attrezzata per l'arrampicata.
Numerosi sono gli itinerari da percorrere a piedi, in bike-trial, oppure in mountain-bike.
Durante il periodo invernale è possibile praticare sci da fondo sulla pista, lunga circa 7,5 km, posta nella conca naturale di questa montagna. È possibile approfittare anche della presenza del vicino rifugio Parafulmine, posto a 1535 m s.l.m. che offre vitto ed alloggio in ogni stagione dell'anno.

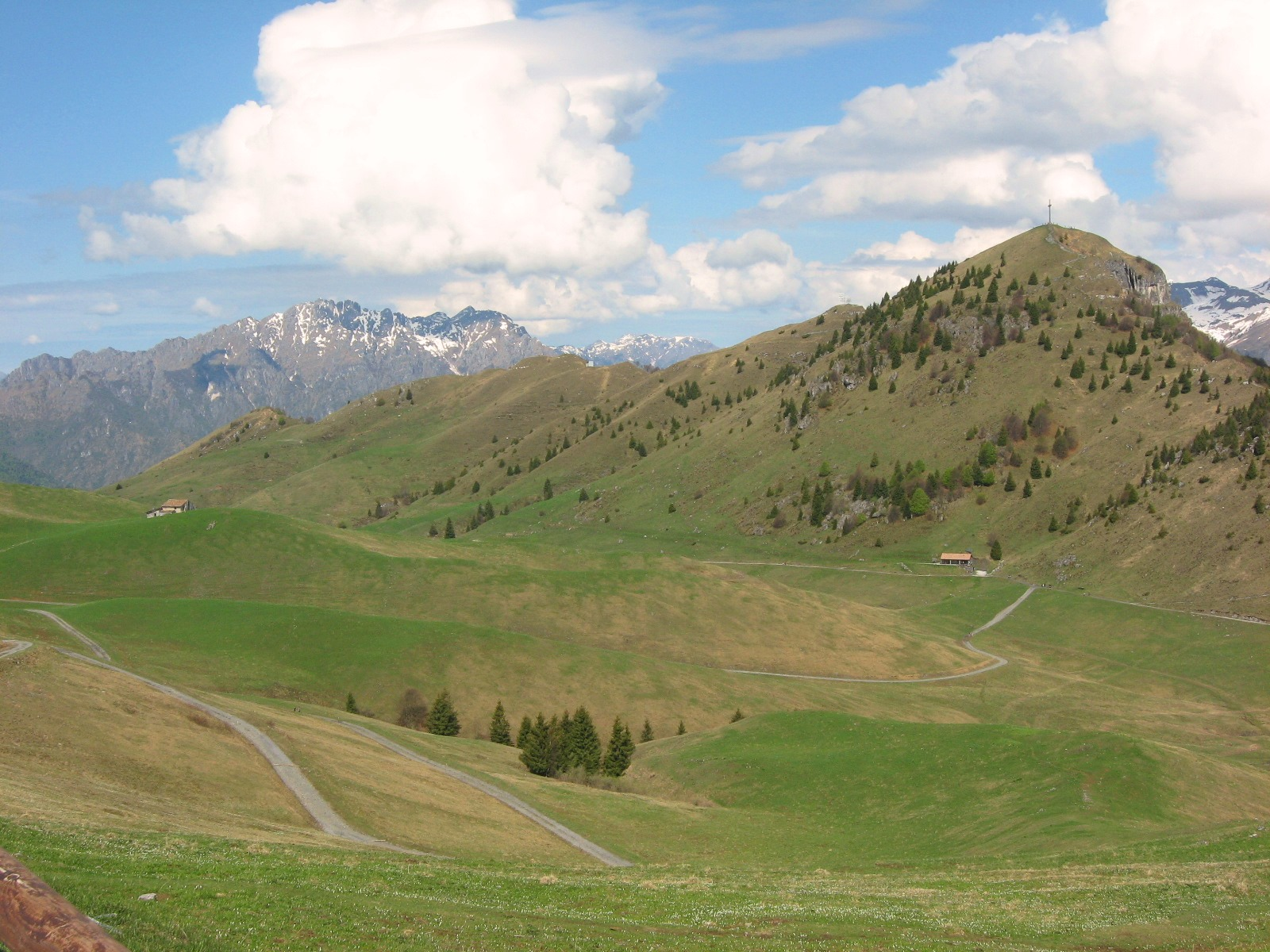
Conca del Farno e pizzo Formico
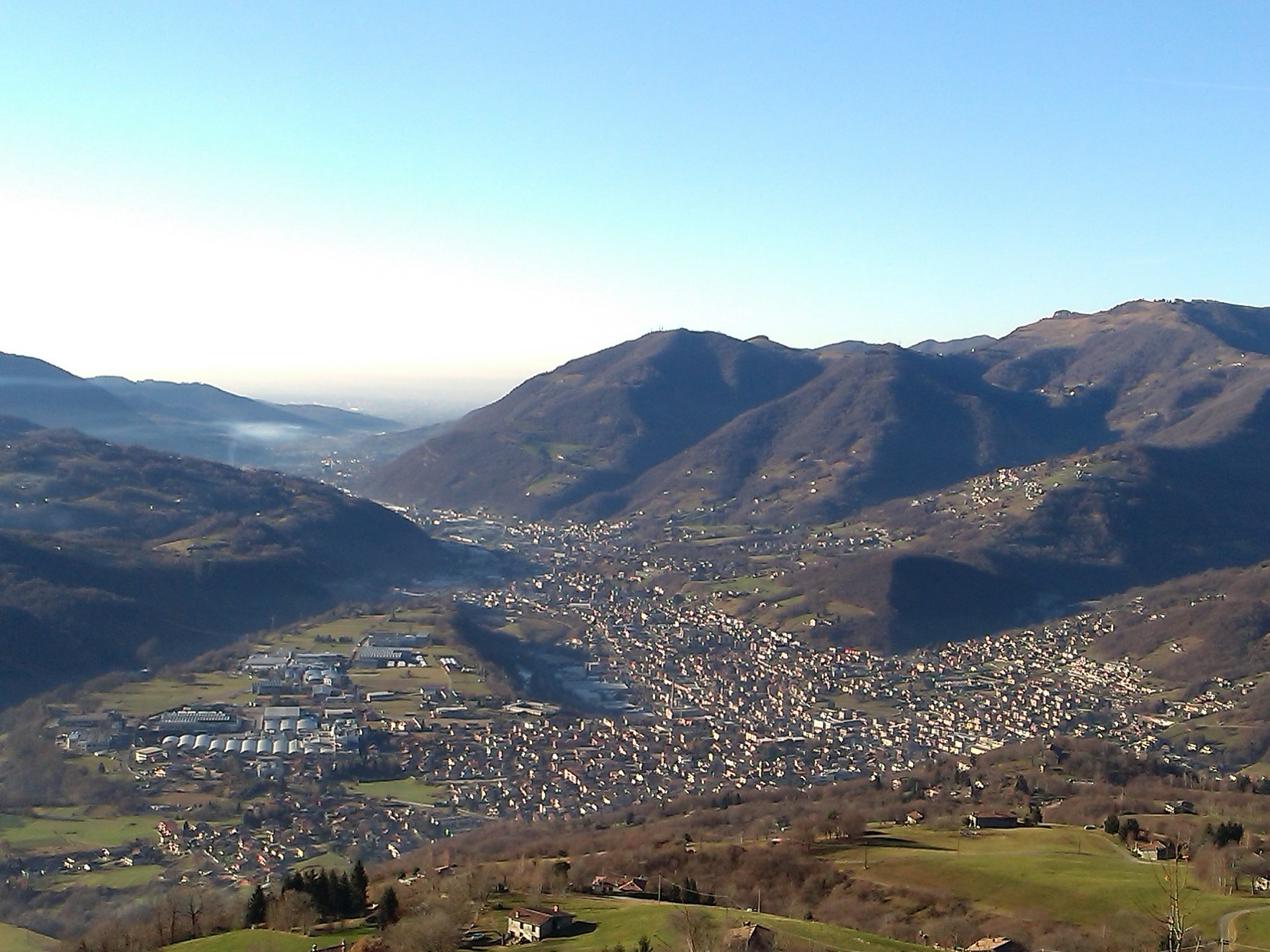
Panorama dalle pendici del Farno sulla media Val Seriana
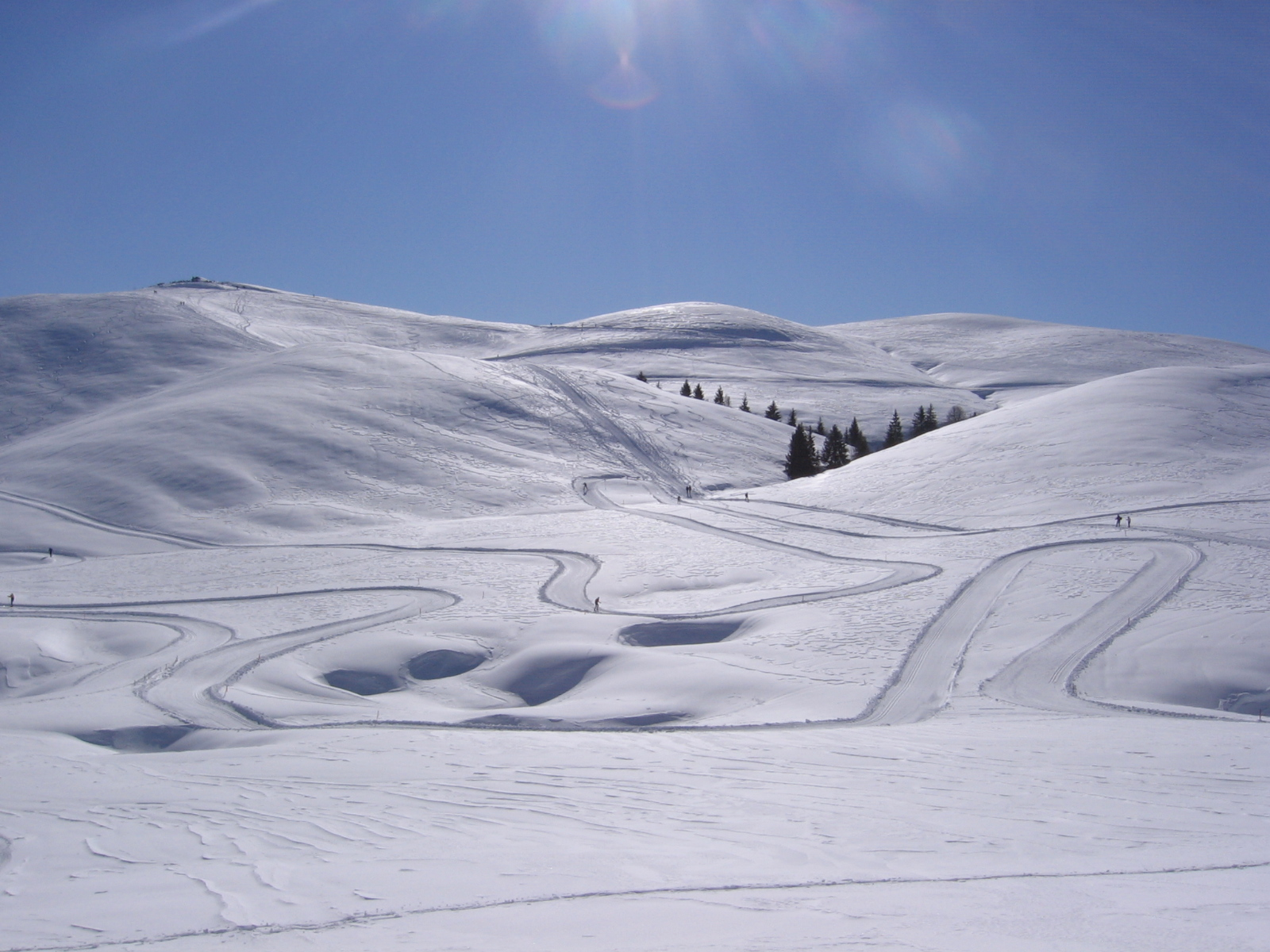
Pista di sci da fondo nella conca del Farno